# Nouveau village de Jia Ho
Le nouveau village de Jia Ho (chinois traditionnel : 嘉禾新村, anglais : Jia Ho New Village) est un ancien village de garnison situé  dans le district de Zhongzheng à Taipei.

## Histoire
Le nouveau village de Jia Ho est aujourd'hui classé et en cours de restauration.

## Galerie

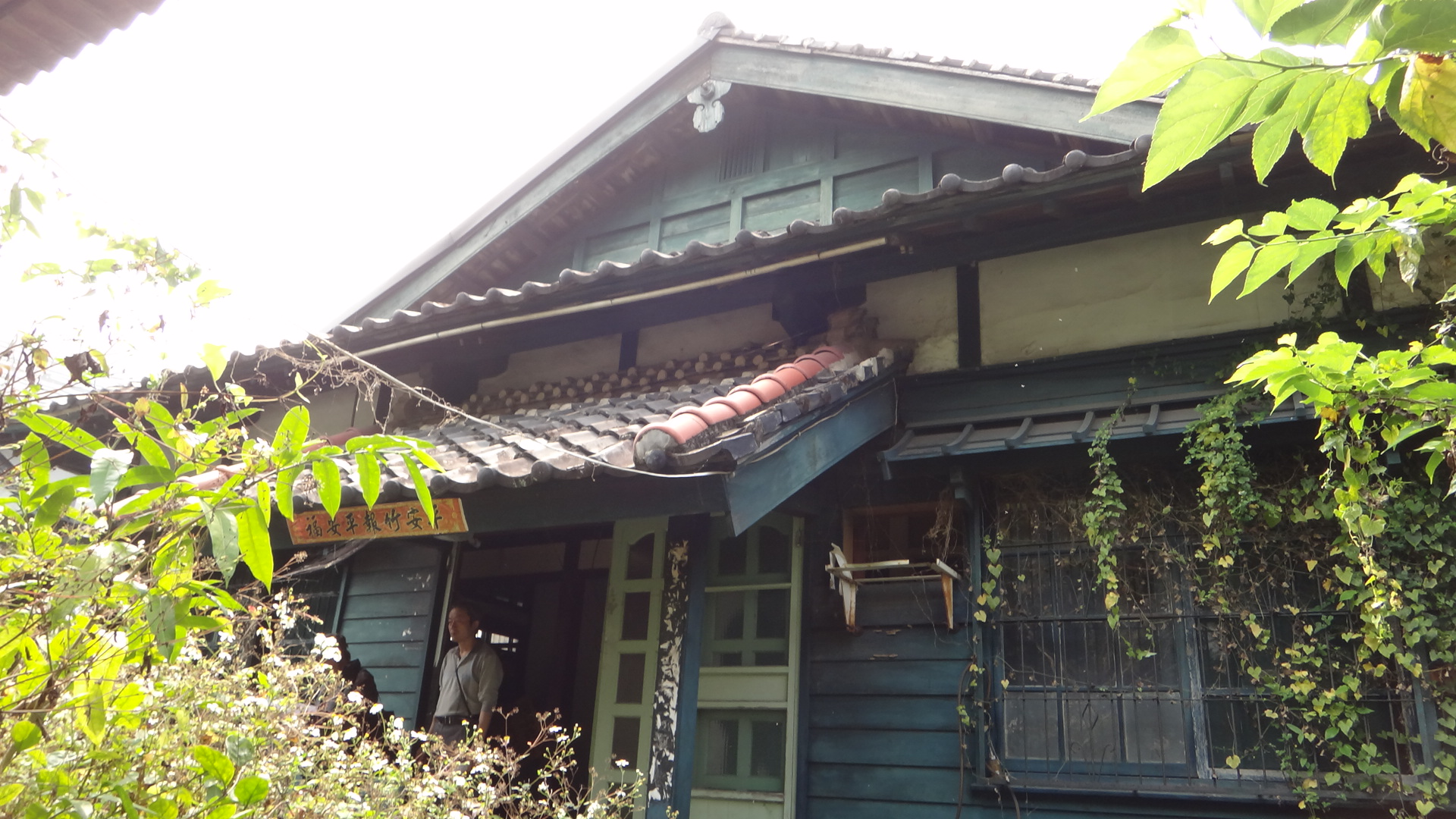
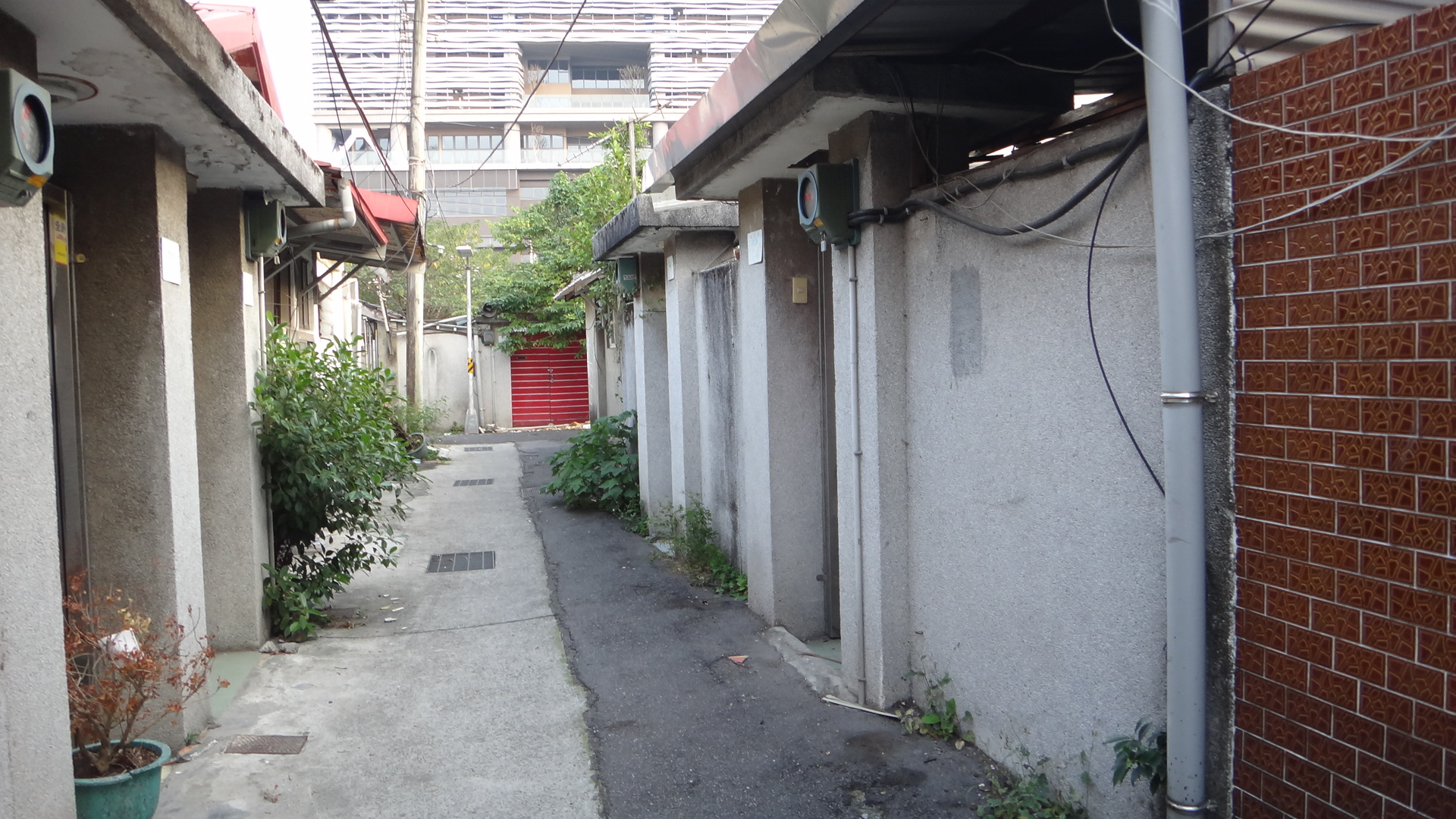
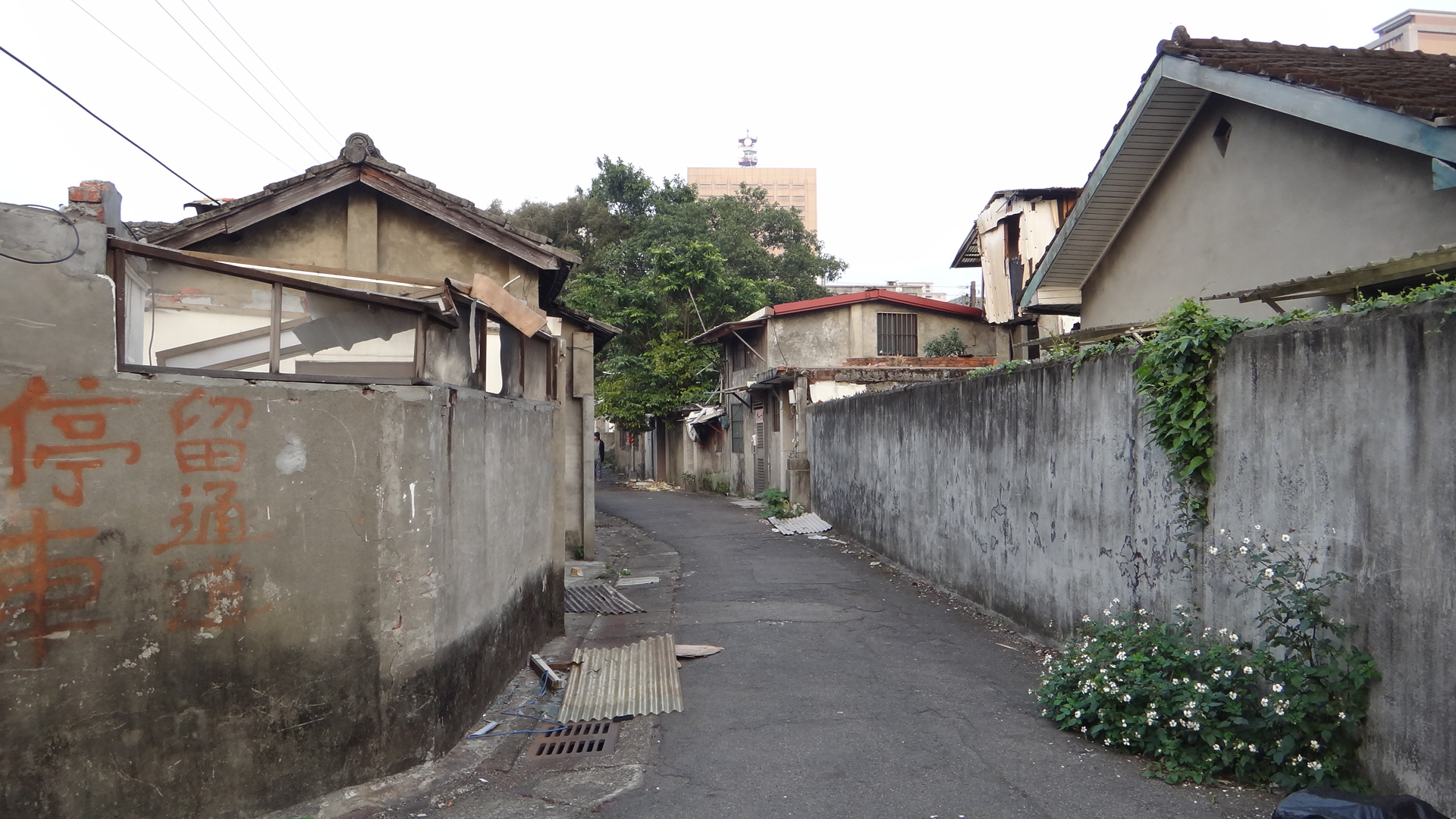
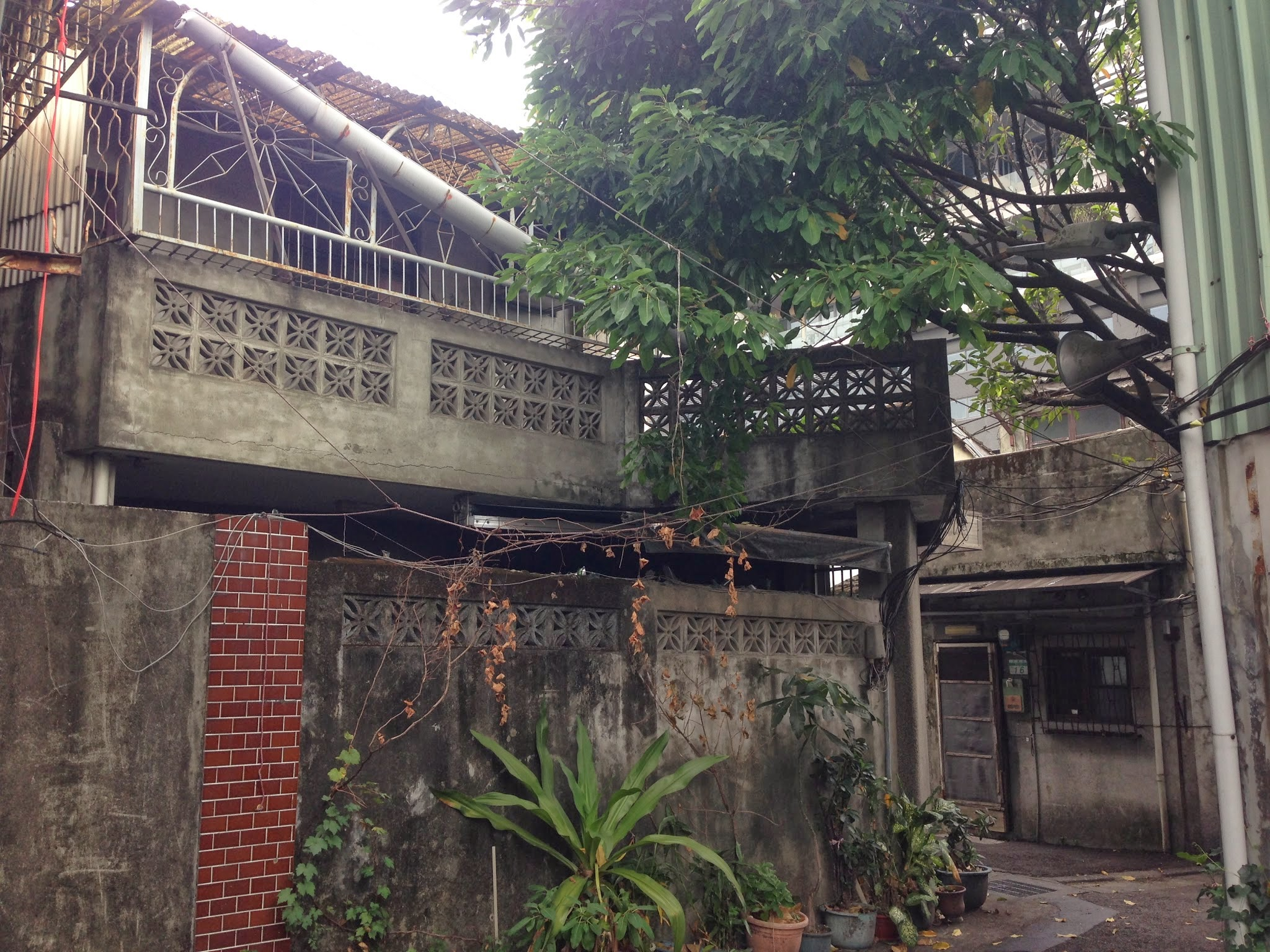
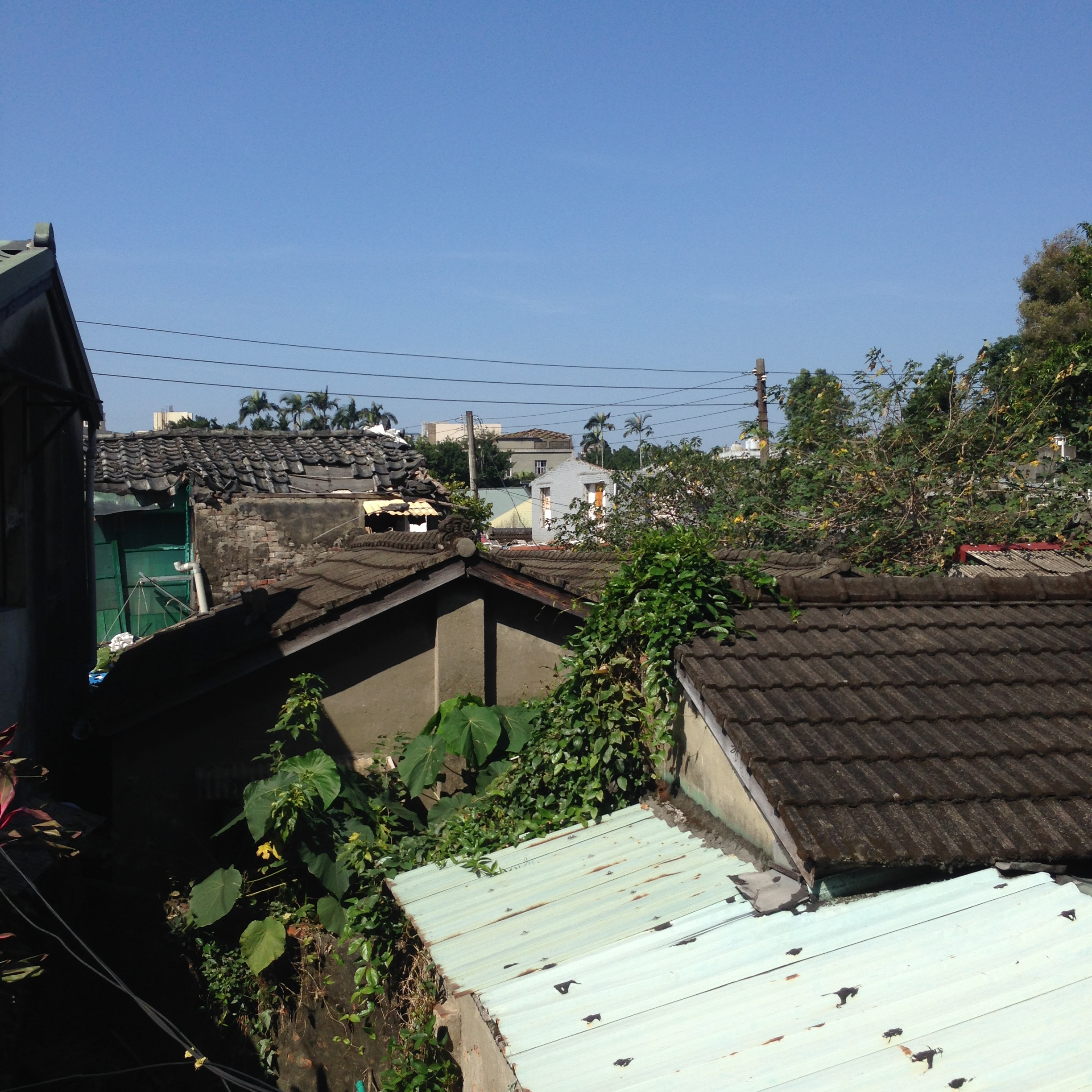
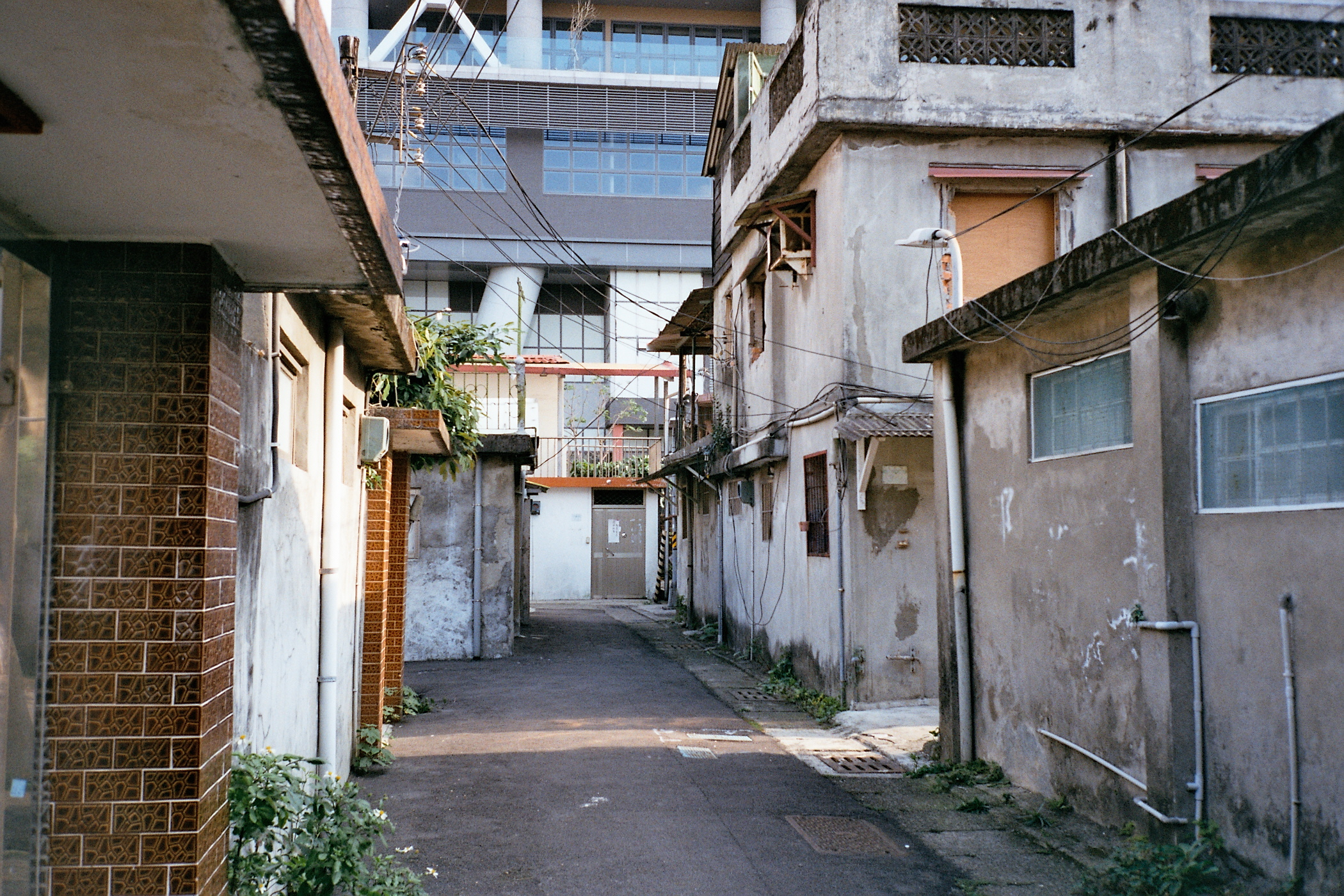
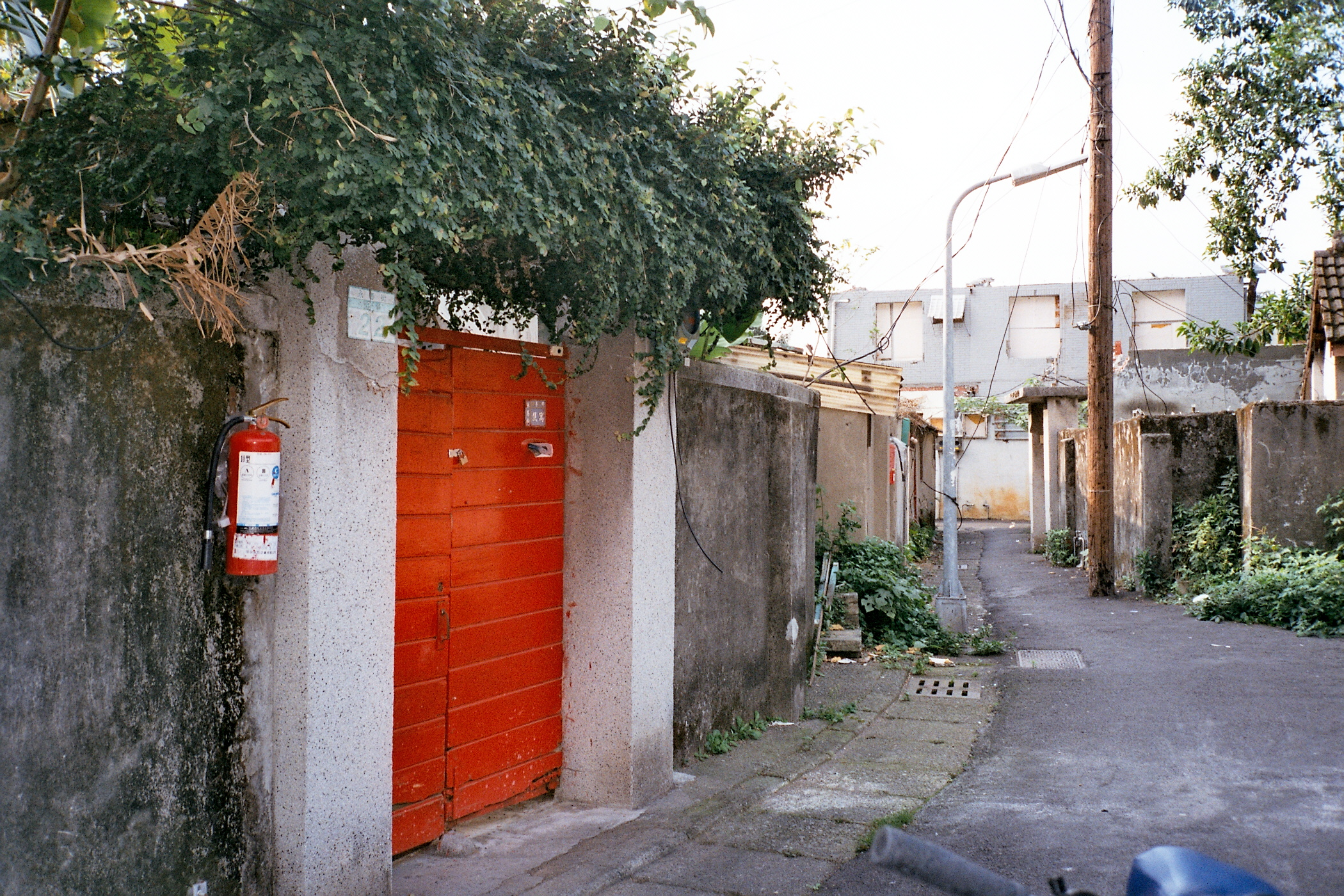
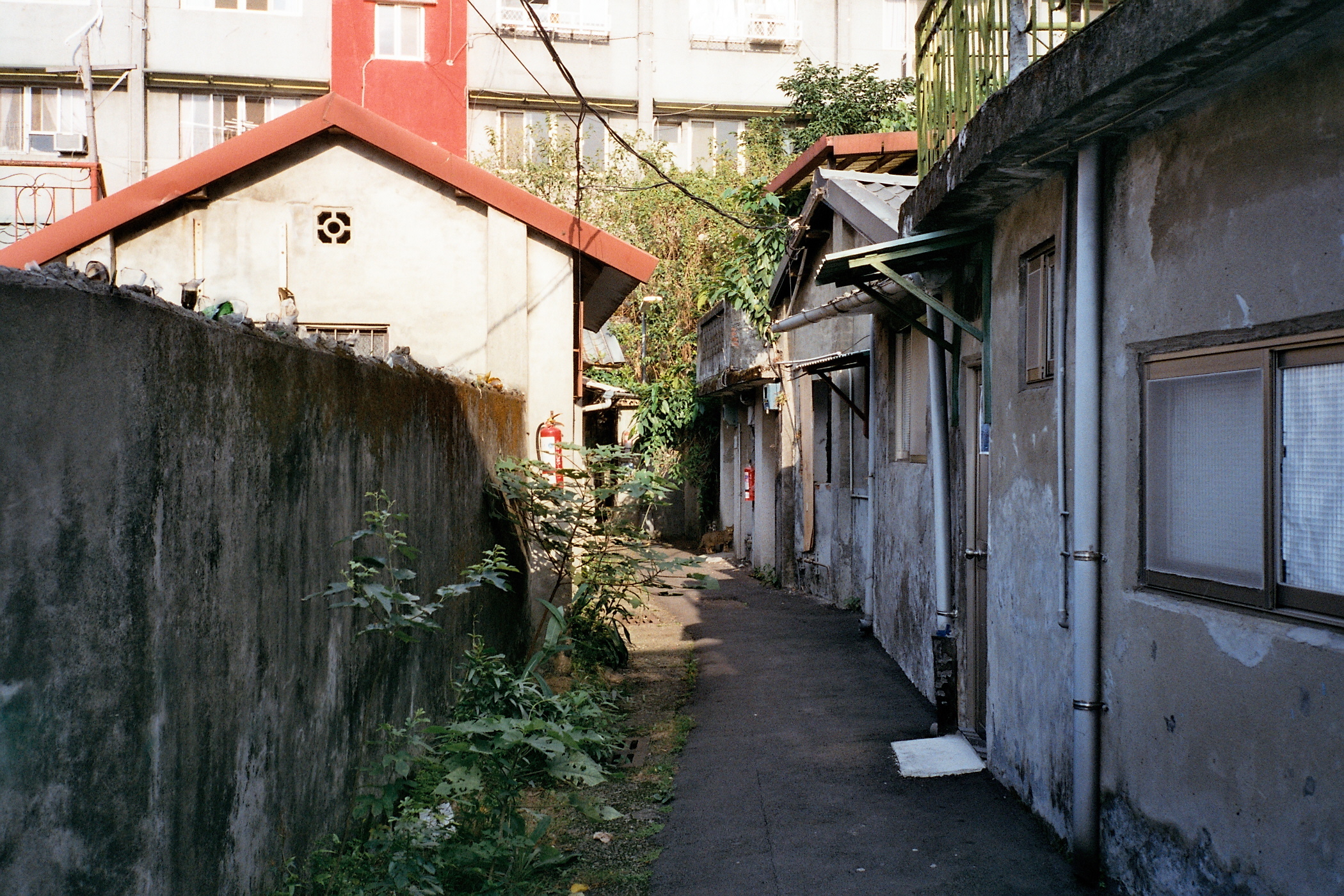

## Tournages
Le lieu a servi de décor pour le tournage de plusieurs films ou séries.
- 2004 : Say Yes Enterprise (en)
- 2007 : They Kiss Again
- 2014 : The Way We Were (2014 TV series) (en)